# Metalová přehláska

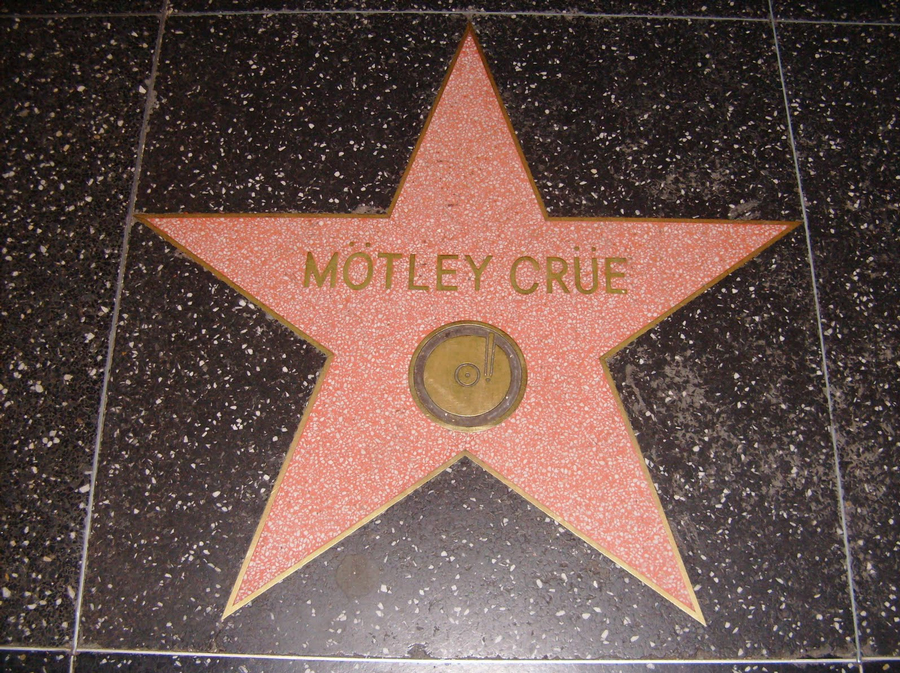
Hvězda skupiny Mötley Crüe na Hollywoodském chodníku slávy

Metalová přehláska, také metal umlaut nebo röck döts, je diakritické znaménko používané v názvech metalových a hardrockových hudebních skupin. Má podobu ležaté dvojtečky umístěné nad písmenem, která označuje v některých jazycích (slovenština, němčina, švédština, finština) přehlasovanou samohlásku: nemívá však obvykle vliv na výslovnost a je pouze dekorativním prvkem. Je známkou příslušnosti k subkultuře a dokresluje drsnou a temnou image skupiny: v jejím logu (často ve spojení s gotickým písmem) vyjadřuje inspiraci středověkem a germánskou mytologií.
Jako první použila tento znak americká skupina Blue Öyster Cult v roce 1970, když se přejmenovala z původního Soft White Underbelly (i když přehlásky se objevovaly už dříve v názvech krautrockových skupin jako Amon Düül). O rok později použili Hawkwind na obalu desky In Search of Space nápisy v angličtině, v nichž běžné samohlásky nahradili exotickými grafémy jako Å, Ü nebo Ø. Když v roce 1975 baskytarista Hawkwind Lemmy založil vlastní kapelu Motörhead, rozhodl se vylepšit její název použitím umlautu. Dalšími skupinami používajícími tento grafický prvek jsou Mötley Crüe, Queensrÿche, Hüsker Dü, Infernäl Mäjesty, Deströyer 666, Znöwhite, Lääz Rockit nebo španělští Mägo de Oz, v českém prostředí Törr nebo Krÿsa. Metalisté s oblibou používají přehlásky také v názvech alb, písní, vydavatelských firem nebo festivalů, označení subžánru nu metal se také píše jako nü metal.
Mimo metalové prostředí bývá umlaut často zdrojem ironie. Příkladem může být film Hraje skupina Spinal Tap, v němž je název souboru psán s dvěma tečkami nad n, které ovšem jako souhláska přehlasováno být nemůže. Další parodickou pseudometalovou skupinou jsou Green Jellÿ (původně se jmenovali Green Jellö, název museli změnit kvůli kolizi s ochrannou známkou cukrovinek Jell-O). Německá punková kapela Die Ärzte používá jiný neexistující znak, když píše svůj název (který doslova znamená Lékaři) s třemi tečkami nad A. Francouzská skupina Magma zpívá ve fiktivním jazyce kobaïanisch, vzdáleně připomínajícím němčinu, s hojným využitím přehlásek – na rozdíl od metalistů se tím však snaží navodit pocit odlidštěného postapokalyptického světa. Frank Zappa nazval své album Läther. V románu Neala Stephensona Zodiac vystupuje fiktivní metalová skupina Pöyzen Böyzen. Umlaut používá ve svém názvu také počítačová hra Brütal Legend.